# Evie Wyld
Evie Wyld sinh năm 1980, tại New South Wales là nhà văn Úc. Cô là tác giả của quyển tiểu thuyết After the Fire, A Still Small Voice đã đoạt Giải John Llewellyn Rhys. và Giải Betty Trask năm 2010.

## Tiểu sử
Evie Wyld lớn lên trong nông trại trồng mía của cha mẹ ở New South Wales, Úc; sau đó cô sang sống ở khu đông nam London, Anh. Trên tờ The Guardian cô thuật lại vì sao cô bị bệnh viral encephalitis (viêm não do virus hướng thần kinh) khi còn bé.
Cô đậu bằng cử nhân ở Đại học Bath Spa và bằng thạc sĩ ở Goldsmiths, University of London, đều thuộc môn "Creative Writing" (Viết sáng tạo hoặc Văn học sáng tạo).
Tháng 3 năm 2009, cô thay thế Nii Parkes làm 'Writer in Residence' online của Tổ chức từ thiện Booktrust. trong vòng 2 năm và nay đã trao lại cho Clare Wigfall.
Năm 2010 cô được tờ The Daily Telegraph ghi vào danh sách là một trong 20 tác giả Anh dưới 40 tuổi xuất sắc nhất.
Wyld nay sống ở Stockwell và làm việc trong một hiệu sách độc lập ở Peckham.

## Tác phẩm

### Truyện ngắn
- "What will happen to the dog after we are dead?" (published in Goldfish: An Anthology of Writing from Goldsmiths)[8]
- "The Convalescent's Handbook" (online Lưu trữ ngày 30 tháng 11 năm 2011 tại Wayback Machine) first published in Sea Stories, an anthology from the National Maritime Museum[8]
- "The Building Opposite" (appeared in 3:AM Magazine anthology London, New York, Paris)[8]
- "The Whales" (online) from Booktrust
- "Menzies Meat" (online)
- "Free Swim" (online Lưu trữ ngày 29 tháng 11 năm 2009 tại archive.today)
- "Six Degrees of Separation" (online Lưu trữ ngày 15 tháng 7 năm 2011 tại Wayback Machine)

### Tiểu thuyết
- After the Fire, A Still Small Voice (2009).

## Giải thưởng
- Giải John Llewellyn Rhys năm 2009.
- Giải Betty Trask năm 2010.[9]